# St. Severin (Karken)
Koordinaten: 51° 6′ 12″ N, 6° 4′ 46″ O
Die Kirche St. Severin befindet sich im Ortsteil Karken der Stadt Heinsberg in Nordrhein-Westfalen.

## Lage
Die basikale Kirche ist der Mittelpunkt des Ortes. Sie steht an der Ecke Holzgraben / Tichelkamp. In direkter Nachbarschaft befindet sich das Pfarrhaus und das Pfarrbüro.

## Geschichte
Die erste erwähnte Kirche aus 1422 wurde 1774 durch eine Saalkirche ersetzt und ab 1901 nicht mehr benutzt, da 1898–1901 an anderer Stelle ein Neubau errichtet war. 1922 wurde sie einschließlich der barocken Einrichtung an die Kirchengemeinde St. Hubertus Duisburg-Rahm auf Abbruch verkauft. Dort ist das restaurierte Mobiliar (Hauptaltar, Kanzel, zwei Seitenaltäre und die „Madonna im Gehäuse“) heute noch zu besichtigen. Der Kirchturm der ersten Kirche aus dem Jahre 1561 hat seinen Standort auf dem jetzigen Friedhof behalten.
1888 gründete man in Karken den St.-Severinus-Sammelverein. Der Architekt Lambert von Fisenne aus Gelsenkirchen übernahm die Bauleitung. Am 19. September 1901 war die Weihe der neuen Kirche. Am 27. Januar 1945 wurde die Kirche durch Kriegseinwirkungen zerstört. 1951 konnte die Kirche wieder aufgebaut werden. 1964 wurde der Turm aufgestockt. Am 19. Dezember 1970 wurde der Zelebrationsaltar geweiht. Nach einem Brand der Sakristei im Jahr 1972 wurde die Kirche renoviert.

## Architektur
Das Gebäude ist ein basikal überbauter Backsteinbau mit einem zweischiffigen Querhaus, zwei rechteckigen Nebenchören neben dem Chorjoch und einem fünfseitigen Chorschluss. Der viergeschossige Kirchturm trägt ein Pyramidendach. Dieses wird von einem Turmkreuz und einem Wetterhahn bekrönt.

## Ausstattung
- Die Kirche besitzt auf der Orgelempore eine Orgel.
- Am Kirchturm ist eine Turmuhr angebracht.
- In der Kirche ein maasländisches Kruzifix aus Holz (15. Jahrhundert) mit jüngeren Assistenzfiguren. Höhe ca. 175 cm, Breite ca. 170 cm neuere Fassung.[3]
- Im Glockenturm befinden sich fünf Glocken aus den Jahren 1924 und 1964.[4]
- Die Kirche besitzt eine Buntverglasung[5]
- In der Kirche stehen ein Altar, ein Taufstein, ein Chorkreuz, zwei Seitenaltäre sowie Kreuzwegstationen.

## Galerie

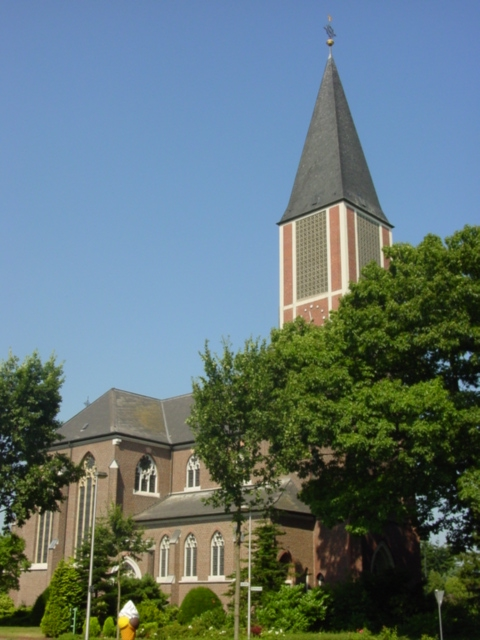
Kirche im Sommer
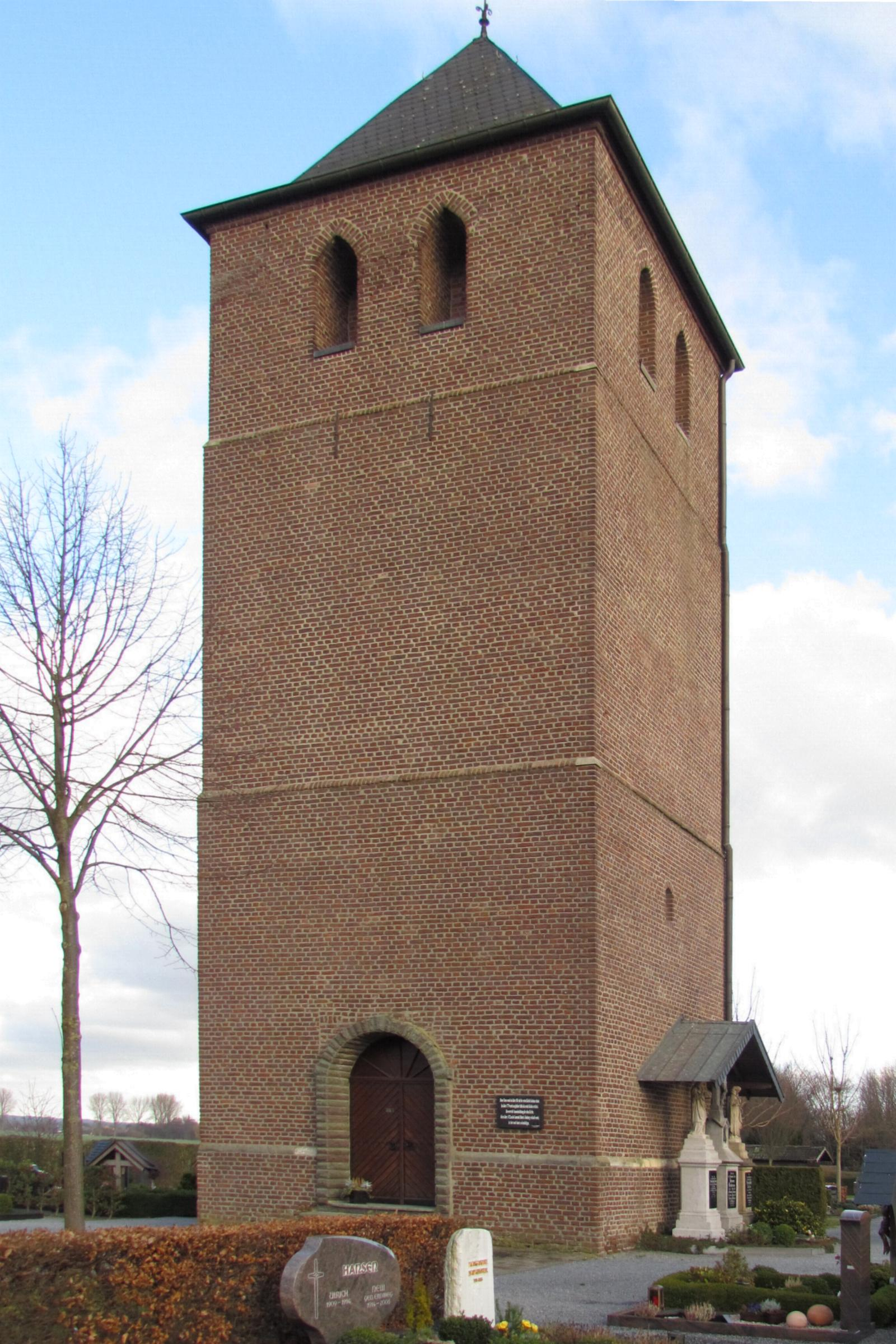
Alter Kirchturm
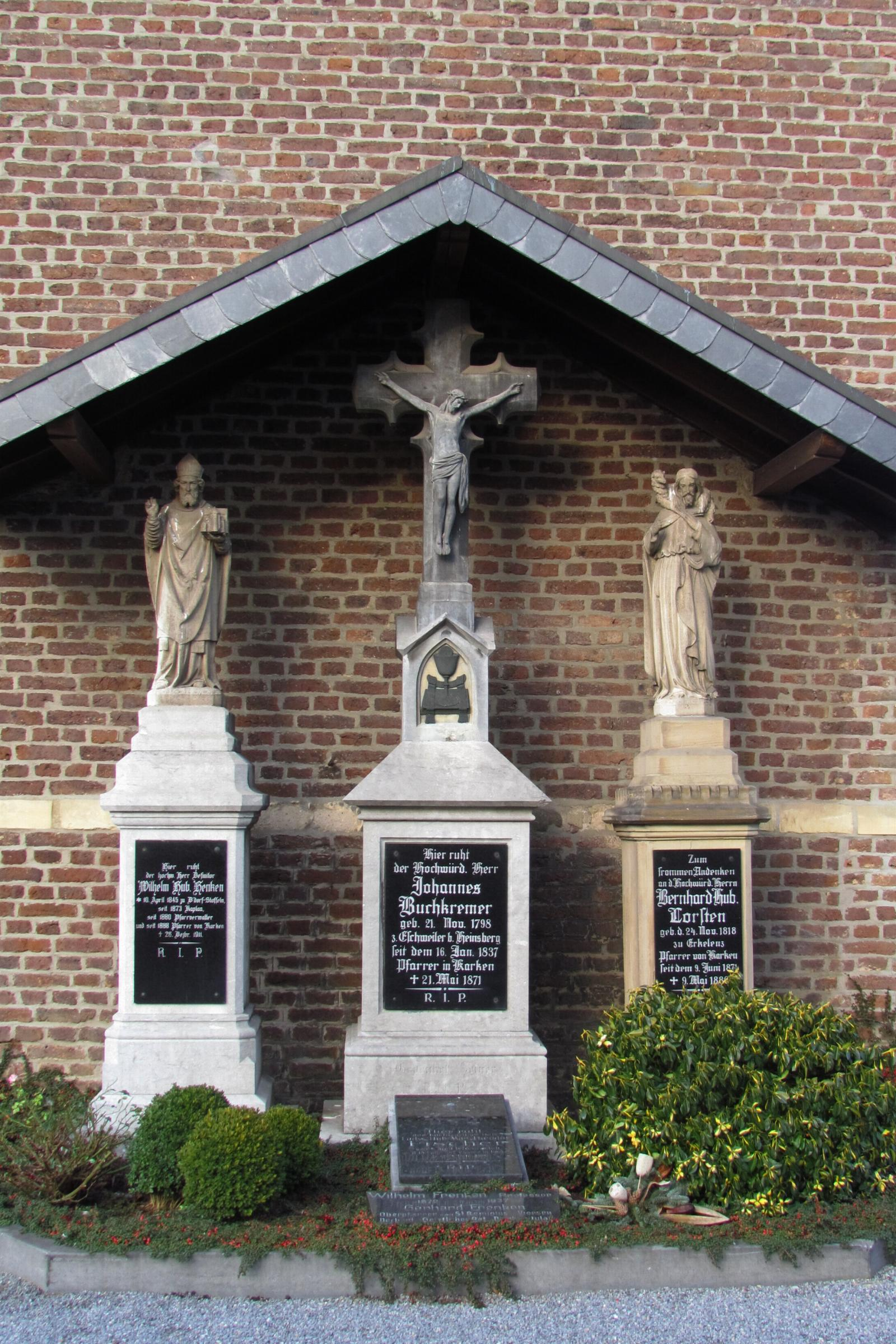
Priestergräber
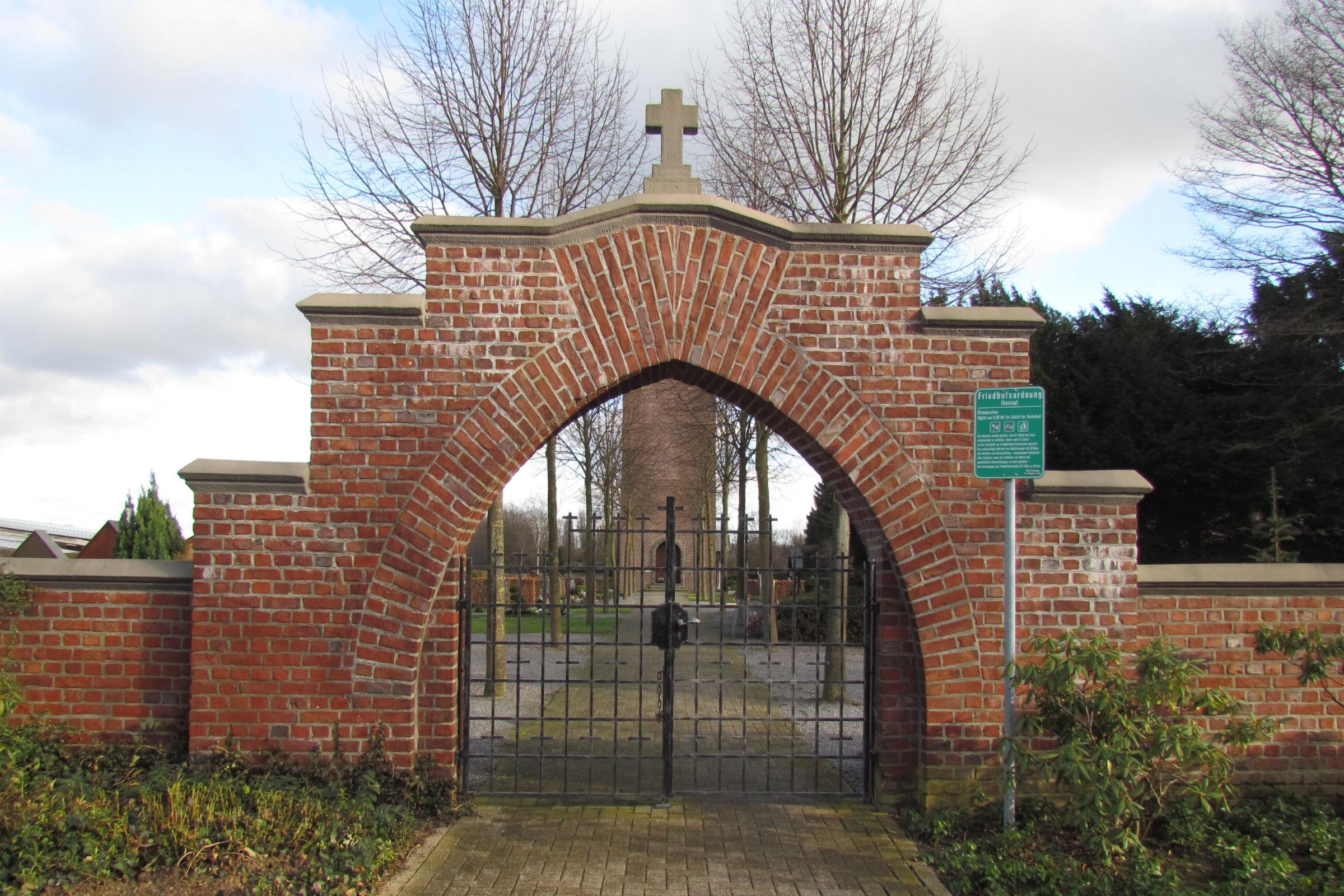
Friedhofseingang
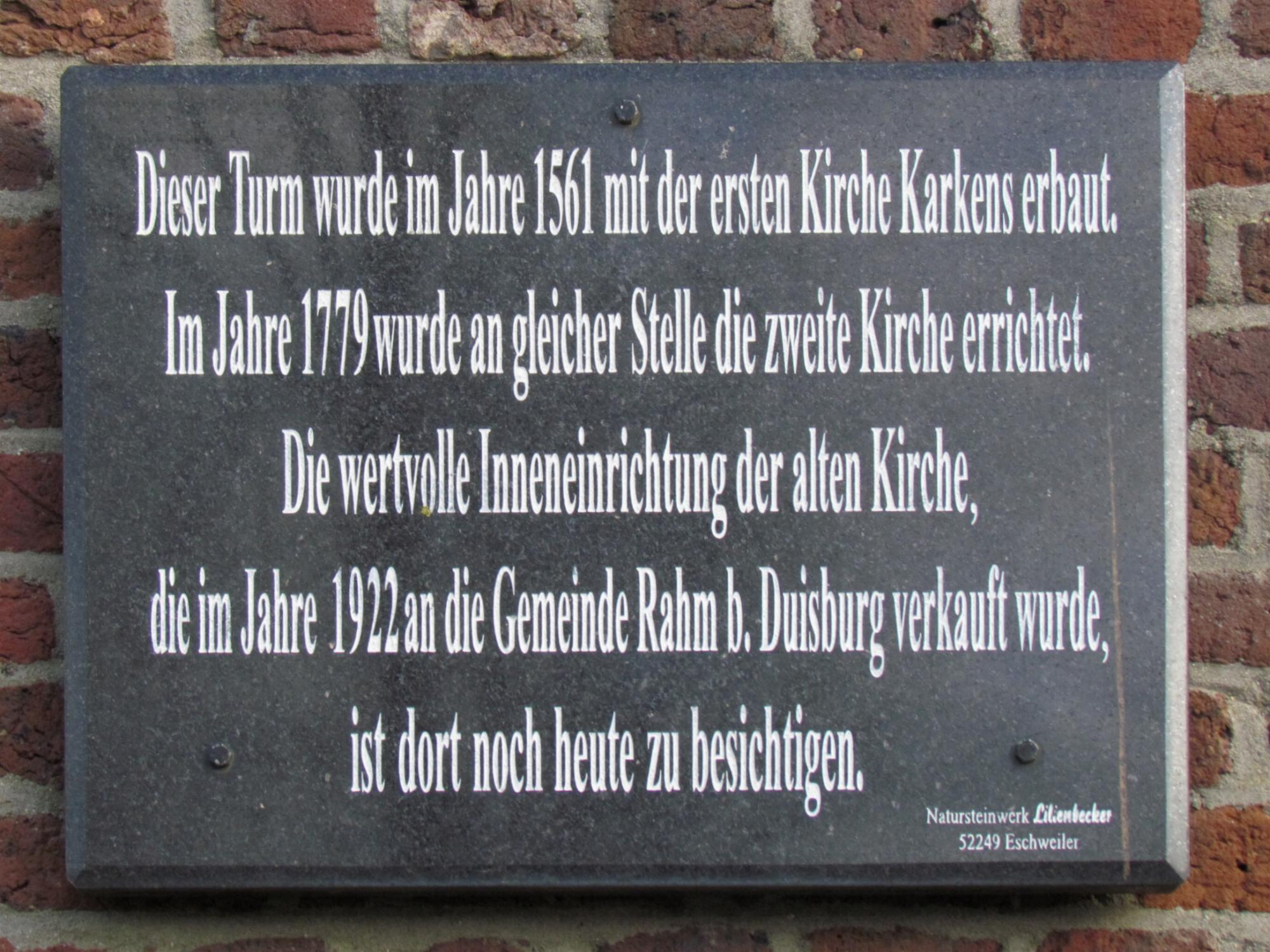
Infotafel

## Glocken
Die Kirche verfügt über 5 Glocken. Vor dem Zweiten Weltkrieg besaß die Kirche nur drei Glocken, wovon 2 von der Firma Junker & Edelbrock gegossen wurden. Die kleine Glocke wurde 1684 von dem Jülicher Glockengießer Johannes Bourlet gegossen. Die beiden großen Glocken von Junker & Edelbrock mussten abgeliefert werden. Die Bourlet-Glocke verblieb im Turm, welcher später gesprengt wurde. Die Glocke überstand dies zwar unbeschadet, gilt aber als gesprungen und steht im Turmstumpf der alten Kirche. Nach dem Zweiten Weltkrieg kamen auch die beiden Glocken von 1924 unbeschadet vom Hamburger Glockenfriedhof zurück. 1964 wurde der Entschluss gefasst, nochmals 3 neue Glocken zu gießen, welche passend zu den beiden alten Glocken sein sollten. Ausnahmsweise erhielt den Auftrag nicht die Firma Petit & Gebr. Edelbrock, sondern die Koninklijke Klokkengieterij Petit & Fritsen in Aarle-Rixtel (Niederlande). Das lag daran, dass eine Verwandte des heutigen Küsters damals in Aarle-Rixtel gewohnt hat, so wurde der Kontakt zur Gießerei hergestellt.
| Nr. | Name            | Schlagton | Gewicht (kg) | Durchmesser (mm) | Gießer, Gussort                                                | Gussjahr |
| --- | --------------- | --------- | ------------ | ---------------- | -------------------------------------------------------------- | -------- |
| 1   | Johannesglocke  | c1        | ca. 2.260    | 1524             | Koninklijke Klokkengieterij Petit & Fritsen, Aarle Rixtel (NL) | 1964     |
| 2   | Marienglocke    | d1        | ca. 1.575    | 1357             | Koninklijke Klokkengieterij Petit & Fritsen, Aarle Rixtel (NL) | 1964     |
| 3   | –               | e1        | ca. 1.050    | 1211             | Fa. Junker & Edelbrock (vorm. Fa. Heinrich Humpert), Brilon    | 1924     |
| 4   | –               | g1        | ca. 650      | 1013             | Fa. Junker & Edelbrock (vorm. Fa. Heinrich Humpert), Brilon    | 1924     |
| 5   | Severinusglocke | a1        | ca. 500      | 918              | Koninklijke Klokkengieterij Petit & Fritsen, Aarle Rixtel (NL) | 1964     |